# Jentkaus II
Khentkaus II (2475 a. C. – 2445 a. C.) fue una consorte real que vivió en el Antiguo Egipto. Fue esposa del rey egipcio Neferirkare Kakai de la quinta dinastía y madre de dos reyes, Neferefre y Nyuserre Ini.

## Biografía
Khentkaus II era la consorte de Neferirkare Kakai. Su complejo de pirámide fue iniciado durante el reinado de su marido, cuando su título era todavía el de "Esposa del rey" (hmt nswt). La construcción de su tumba se detuvo, posiblemente cuando su marido murió, y más tarde se reanudó durante el reinado de su hijo. Para entonces su título era el de "Madre del rey" (mwt nswt). Khentkaus II es mostrada en un bloque recuperado con su marido Neferirkare y un hijo llamado Ranefer (B).
Un fragmento de caliza encontrado en el complejo de su pirámide menciona a la hija del rey Reputnebty, seguida por el hijo del rey Khentykauhor. De este contexto, se desprende que Reputnebty era una hija de Nyuserre y por tanto una nieta de Khentkaus II. Otro hijo del rey Irenre (nedjes) es mencionado.

## Títulos
Khentkaus II incluyó entre sus títulos el de Mwt-neswt-bity-neswt-bity, el cual  comparte con Khentkaus I. Este título inusual dio lugar a especulaciones sobre su significado exacto pero parece indicar que fue madre de dos reyes. Otros títulos ostentados por Khentkaus II incluyen Grande del Cetro (wrt-hetes), La que ve a Horus y Seth (m33t-hrw-stsh), Grande en Alabanzas (wrt-hzwt), Esposa del Rey (hmt-nisw), La Esposa del Rey, su amada (hmt-nisw meryt.f), Sacerdotisa de Bapef (hmt-ntr-b3-pf), Sacerdotisa de Tjazepef (hmt-ntr-t3-zp.f), Directora de los carniceros en la Casa de la Acacia (khrpt-sshmtiw-shndt), Encargada de Horus (kht-hrw), la Hija del dios (s3t-ntr), Compañera de Horus (smrt-hrw y tist-hrw).
La madre del rey, Khentkaus II, es mencionada en los Papiros de Abusir.

## Tumba

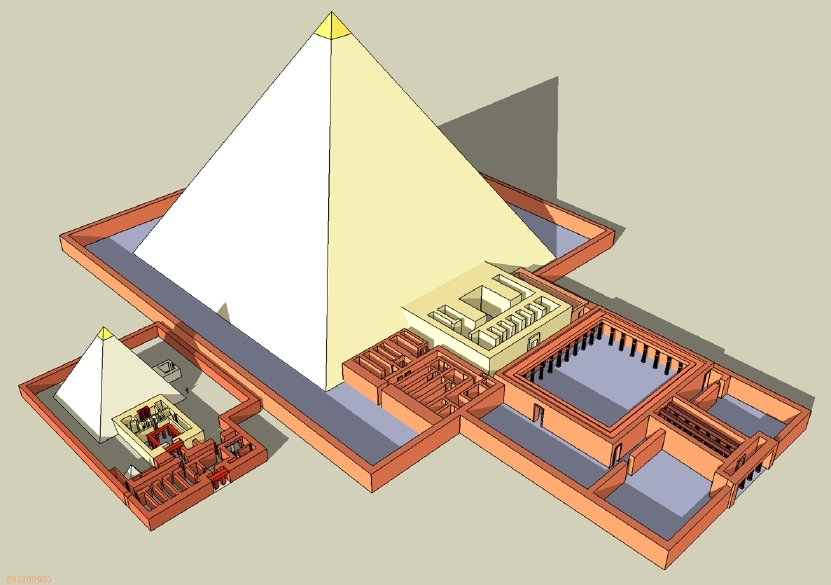
El complejo de la pirámide de Neferirkare Kakai y el complejo más pequeño anexo de su esposa Khentkaus II.

Khentkaus II tuvo un complejo de pirámide en Abusir anexo al complejo de pirámide de su marido Neferirkare Kakai. La pirámide fue inicialmente excavada en 1906 por Borchardt. La estructura se creía entonces que fuera una doble mastaba y no fue excavada muy exhaustivamente. Setenta años más tarde el Instituto checo comenzó una excavación minuciosa del sitio. La construcción de la pirámide probablemente se inició durante el reinado de su marido Neferirkare Kakai y se terminó durante el reinado de su hijo Nyuserre Ini. La pirámide fue saqueada durante el Primer Periodo Intermedio. Durante el Imperio Medio la pirámide fue reabierta y el sarcófago reutilizado para el entierro de un niño pequeño. A finales del Imperio Nuevo se produjo la destrucción del complejo cuando las piedras fueron llevadas en masa para ser reutilizas en otro lugar.
El templo funerario de Khentkaus II estaba decorado, pero los relieves policromados sufrieron un grave expolio, quedando reducidos a una colección de fragmentos. Las escenas incluían representaciones de ofrendas, el banquete funerario, escenas agrícolas, la procesión de los objetos y ofrendas fúnebres, y la familia del rey Nyuserre saludando a su madre.